# Ginaldia davidsoni
Ginaldia davidsoni är en fjärilsart som beskrevs av William Schaus 1906. Ginaldia davidsoni ingår i släktet Ginaldia och familjen tandspinnare. Inga underarter finns listade i Catalogue of Life.